# ヴャチェスラフ・コンスタンチノヴィチ
ヴャチェスラフ・コンスタンチノヴィチ（Вячеслав Константинович, 1862年7月13日 - 1879年2月27日）は、ロシアの皇族。ニコライ1世の孫息子の一人で、ロシア大公の称号を有した。
ヴャチェスラフはコンスタンチン・ニコラエヴィチ大公とその妻アレクサンドラ・イオシフォヴナ大公妃（ザクセン＝アルテンブルク公女アレクサンドラ）との間の末息子として、ワルシャワで生まれた。末っ子として家族から溺愛されていたが、1879年に突然の激しい頭痛に襲われ、わずか1週間で世を去った。死因は脳内の炎症であった。